# Gauliga Mitte
De Gauliga Mitte was een van de zestien Gauliga's die in 1933 werd opgericht na de machtsgreep van de NSDAP in 1933. De overkoepelende voetbalbonden van de regionale kampioenschappen werden afgeschaft en zestien Gauliga's namen de plaats in van de voorheen ontelbare hoogste klassen. In de Gauliga Mitte speelden teams uit de huidige deelstaten Saksen-Anhalt en Thüringen. Voorheen speelden de clubs in de talloze competities van de Midden-Duitse voetbalbond.

## Erelijst
| Seizoen | Kampioen        | Vicekampioen               |
| 1933-34 | FC Wacker Halle | SV 08 Steinach             |
| 1934-35 | 1. SV Jena 03   | FC Wacker Halle            |
| 1935-36 | 1. SV Jena 03   | Cricket Viktoria Magdeburg |
| 1936-37 | SV Dessau 05    | FC Thüringen Weida         |
| 1937-38 | SV Dessau 05    | Cricket Viktoria Magdeburg |
| 1938-39 | SV Dessau 05    | 1. SV Jena 03              |
| 1939-40 | 1. SV Jena 03   | SV Dessau 05               |
| 1940-41 | 1. SV Jena 03   | SV Dessau 05               |
| 1941-42 | SV Dessau 05    | 1. SV Jena 03              |
| 1942-43 | SV Dessau 05    | SpVgg Erfurt               |
| 1943-44 | SV Dessau 05    | SpVgg Erfurt               |

## Eeuwige ranglijst
| Club                                 | /11 | Seizoenen (1933-1944)           |
| ------------------------------------ | --- | ------------------------------- |
| 1. SV Jena                           | 11  | 1933-1941                       |
| SV Dessau 05                         | 9   | 1935-1944                       |
| FuCC Cricket-Viktoria 1897 Magdeburg | 8   | 1934-1942                       |
| SpVgg 02 Erfurt                      | 8   | 1933-1939, 1942-1944            |
| Hallescher FC Wacker                 | 7   | 1933-1937, 1941-1944            |
| FV Sportfreunde Halle                | 7   | 1934-1938, 1939-1940, 1942-1944 |
| VfL Halle 1896                       | 7   | 1937-1944                       |
| SC Erfurt 1895                       | 7   | 1933-1936, 1937-1938, 1941-1944 |
| SV 99 Merseburg                      | 6   | 1933-1935, 1936-1940            |
| FC Thüringen Weida                   | 6   | 1936-1942                       |
| SV Viktoria 1896 Magdeburg           | 4   | 1933-1937                       |
| 1. FC Lauscha                        | 4   | 1935-1939                       |
| 1. SV Gera                           | 4   | 1939-1943                       |
| SV 08 Steinach                       | 4   | 1933-1936, 1938-1939            |
| SpVgg 1910 Zeitz                     | 3   | 1940-1943                       |
| SV 98 Dessau                         | 3   | 1941-1944                       |
| VfL Bitterfeld                       | 2   | 1933-1935                       |
| Fortuna Magdeburg                    | 2   | 1933-1934, 1938-1939            |
| Magdeburger SC Preußen 1899          | 1   | 1933-1934                       |
| SC Apolda                            | 1   | 1940-1941                       |
| Reichsbahn/VfL Merseburg             | 1   | 1943-1944                       |
| FC Preußen 02 Burg                   | 1   | 1943-1944                       |

Originele Gauliga's: Baden · Bayern · Berlin-Brandenburg · Hessen · Mitte · Mittelrhein · Niederrhein · Niedersachsen · Nordmark · Ostpreußen · Pommern · Sachsen · Schlesien · Südwest-Mainhessen · Westfalen · Württemberg

Gauliga's na 1939: Hamburg · Hessen-Nassau · Köln-Aachen · Kurhessen · Mecklenburg · Moselland · Niederschlesien · Oberschlesien · Osthannover · Schleswig-Holstein · Südhannover-Braunschweig · Weser-Ems · Westmark

Gauliga's in bezette gebieden: Böhmen und Mähren · Danzig-Westpreußen · Elsaß · Generalgouvernement · Sudetenland · Ostmark · Wartheland